# Podlipa (Žužemberk)
Podlipa (Duits: Audorf) is een plaats in Slovenië en maakt deel uit van de gemeente Žužemberk in de NUTS-3-regio Jugovzhodna Slovenija. De plaats telde 42 inwoners op 1 januari 2020.